# Jeon Da-hye
Jeon Da-hye (kor. 전다혜; * 23. November 1983 in Pohang) ist eine südkoreanische Shorttrackerin.

## Karriere
Jeon gewann bei den Teamweltmeisterschaften 2000 in Den Haag und im Folgejahr in Minamimaki Silber. Bei den Weltmeisterschaften 2001 in Jeonju gewann sie ebenfalls Silber mit der 3000-m-Staffel. Mit dem Team wurde sie schließlich 2005 in Chuncheon und 2006 in Montreal Weltmeisterin. Bei den Olympischen Winterspielen 2006 in Turin wurde sie mit der Staffel Olympiasiegerin. Sie gewann Gold mit der Staffel bei der Winter-Universiade 2003 in Tarvis und 2005 in Innsbruck. In Travis gewann sie zudem Bronze über 500 m.

## Ehrungen
- Medaille „Fierce Tiger“ der Republik Korea.